# بيت ثول
بيت ثول قرية في قضاء القدس – في الجهة الغربية من القدس بانحراف قليل إلى الشمال وعلى بعد 17 كم من القدس، وترتفع أعلى نقطة فيها عن سطح البحر 772م في منطقة اسمها باطن العرش..., وذلك حسب ما ورد في الموسوعة الفلسطينية وما ذكره الباحثون الفلسطينيون في ذلك، حيث تطل من موقعها على البحر الابيض المتوسط وتبعد عن طريق يافا- القدس مسافة 4 كم وهي مجاورة لقضاء الرملة واقرب القرى اليها هي قرية أبو غوش وقرية نطاف ودير أيوب كما تقع في منتصف المسافة بين قريتي قطنة ودير أيوب.

## التسمية
يقول معظم المؤرخين ان يكون اسمها مشتقا من كلمة تولا الارامية – وتعني التل أو الظل ومنه اشتق اسم القرية بيت ثول.

## مساحة القرية
مساحة القرية 4629 دونما منها 30 دونم للطرقات – ويحيط بها قرى نطاف وقطنة وأبو غوش والعنب وساريس ويالو – وهي تقع ضمن منطقة باب الواد –باب واد علي وتصلها طرق ممهدة بقرى قطنة – ابو غوش – ساريس – يالو – نطاف – دير ايوب.  يحدها من الشمال قرى قطنة – نطاف، من الغرب يالو، من الجنوب ساريس – وجزء من ارض يالو. من الشرق قرية أبو غوش.

## السكان
بلغ عدد السكان عام 1922, 233 نسمة.بلغ عدد السكان عام 1932, 282 نسمة.وكانت نسبة الذكور تتساوى مع الإناث، ولهم 43 بيتا في القرية – في عام 1948 حين هجروا بلغ عددهم 360 نسمة. كان جميع سكان القرية من المسلمين وهم مكونين عائلتان: عائلة الشيخ علي – وعائلة علقم. والعائلتان تجمعهم المحبة والقربى والنسب وهم يد واحدة في السراء والضراء وهم في هذه الايام بصدد تأسيس جمعية لهم اطلقوا عليها اسم جمعية أهالي بيت ثول الخيرية، مقرها الرئيسي في مخيم شعفاط لأن معظم أهالي القرية يقطنون مخيم شعفاط وسيكون لها فروع أخرى أهمها في الأردن – وفي أحياء القدس – الطور والشياح – سلوان.لجنة البلد – أو مجلس الختيارية.1- يوسف محمد علي 2- محمد عبد الله محمد علي 3- مصطفى الشاويش علقم 4- عمر سليمان علقم 5- مصطفى مصطفى الشيخ علي 6- احمد خليل حسين علقم 7- سليمان علي محمد علي 8- خليل محمد علي 9- محمود علي يوسف علقم 10- سليمان سلامة حسين علقم، وكانت هذه اللجنة تدير شؤون القرية ومساعدة المختار في حياته في شؤون حياتهم اليومية – سواء كان في الزراعة أو الامور الأخرى.

## الانتداب البريطاني
في فترة الحكم العثماني كان قد بدأ مركز الثقل الاقتصادي والاجتماعي والسياسي لهؤلاء السكان من المدن إلى القرى وزاد هذا التحول بشكل ملحوظ اثناء فترة الانتداب البريطاني بتأثير من الحكم البريطاني والصهيوني.وفي عام 1947 , بلغ عدد السكان مليون ونصف مليون عربي أي كانت النسبة السكان حوالي 70 في المئة يسكنون في القرى والتي بلغ عددها في حينه مع المدن 450 مدينة وقرية أما سكان المدن فبلغوا 30 في المئة. وقد أدى الحكم البريطاني إلى جعل السكان القرويين دون وعي سياسي لخطورة الوضع وفي صباح يوم الأربعاء 15\7\1948 قامت كتيبة ومشاة وسرية الدبابات بالهجوم على القرية وحاصرتها من الجهات الاربع حيث دارت معارك قوية بين أبناء القرية الذين استبسلوا بالدفاع عن القرية وعن أراضيهم وذلك مع قلة وجود المجاهدين والمقاومين والثوار وكان الهدف في حينه من احتلال القرية والسيطرة عليها، هو محاصرة القرى المحيطة بها وخاصة قرى يالو، عمواس، دير أيوب، والقضاء على بؤرة الثورة حينئذ  حيث كان الشهيد عبد القادر الحسيني يتخذ من القرية مركزا لشن الهجمات على القوافل والامدادات الإسرائيلية في باب الواد وذلك بالتعاون مع شباب القرية الذين كانوا يمثلون جزءا من الثوار.ومن الجدير بالذكر أن ثوار القرية ويدعى صالح سليمان محمد علي قد أسقط طائرة بريطانية ببندقيته المتواضعة وكانت نساء القرية يخبئن الاسلحة الخفيفة حين تداهم القوات البريطانية القرية بحثا عن القائد عبد القادر الحسيني والثوار الذين يقاومون معه، ومن جميل الحوادث التي تذكر في هذه المقام أن النساء تظاهرن بوجود عرس في القرية حين داهمتهم القوات البريطانية القرية وألبسو الشهيد القائد عبد القادر الحسيني زي العريس مما اضطر قوات البريطانية الانسحاب من القرية والعدول عن تفتيش القرية تصديقا منها بوجود حفل زفاف في القرية في حينها. وقد سقط العديد من الشهداء على ارض القرية وأرض دير ايوب عرف منهم محمد مصطفى خليل علقم ومصطفى خليل علقم وعلي حسين إبراهيم علقم ومحمد علقم حسين علقم، بالإضافة إلى الشهيد السابق حسن إبراهيم محمد علي الذي استشهد ودفن في قرية دير أيوب قرب قرية بيت ثول ولأن المعارك كانت تدور على أرض دير أيوب في حينها وبذلك سقطت القرية وخرج اهلها على امل العودة إلى قريتهم بيت ثول.

## المسجد
كان في القرية مسجد واحد وهو اقدم بنيان القرية , حيث تقام الصلوات وصلاة الجمعة ... في حينه وصلاة العيد أيضا.وكان المسجد يعتبر هو المدرسة في زمن الانتداب البريطاني , وكانت تعلم وتدرس فيه العلوم الشرعية وخاصة تدريس القرآن الكريم , وكان ملتقى جميع اهل القرية وخصوصا في شهر رمضان الفضيل, لان اهل القرية كانوا يتناولون طعام الافطار في شهر رمضان في المسجد وكان امام المسجد طيلة فترة الانتداب البريطاني هو الشيخ مصطفى مصطفى الشيخ علي وهو جد خطيب المسجد الاقصى الدكتور محمد سليم محمد علي.

## تاريخ القرية
تتمتع قرية بيت ثول بتاريخ عريق إلى عصور قديمة سابقة وذلك لاحتوائها على العديد من المواقع التاريخية والدينية والاثرية وبعض الاعمدة والابار وعيون الماء والخرب التي تدل على اهمية القرية. خربة مسمار أو مسمر: وهي خربة اثرية تقع إلى الجنوب من القرية وتحتوي على اشجار اثرية وفسيفساء، وتحتوي على حظائر اثرية كان الرومان الذين قطنوا فيها يستعملونها لامور كثيرة.خربة زبود: تقع إلى الجنوب الشرقي من القرية تحتوي على بقايا اعمدة وابنية اثرية قديمة من العهد الروماني، وكان الرومان يسكنون بها ولعل اسمها مشتق من كلمة زبوديا السريانية وهي تعني عطيه أو هبة.خربة جرابة: والبعض يسميها خربة ذويقة تقع في اسفل القرية من الجهة الجنوبية تحتوي على اساس وأكوام وصخرات ضخمة مبنية ومدقوقه في الصخر من العهد الروماني وتحتوي على صهريج ضخم، وذكرها الفرنجة في تاريخهم لاحقا باسم جيرابيج وكانت مشهورة بزراعة اشجارها المثمرة اهمها الزيتون واللوزيات والتين والعنب والصنوبر والخروب.خربة القصر: تقع في الجهة الغربية للقرية وبها اساس صهريج منقور في الصخر ومعقود على مستوى سطح الأرض ومساحتها 40-25 متر.خربة حرشة: تقع إلى الجهة الغربية من القرية يوجد بها مغارات وابارات ارتوازية قديمة يقال أنها كفرية رومانية يوجد بها مجمع من الماء وتبلغ مساحة الخربة 3 دونومات ولها من السطح مدخل عام ولها 7 ابواب أخرى، ويوجد بها أكثر من عشر سراديب وويبلغ حجم الحجر فيها 3 أمتار.علية النمر: توجد هذه العلية بطرق خربة حرشة يوجد بها غرفتين ويوجد لهذه العلية طريق درج ويقال انها مليئة بالاثار الرومانية القديمة. بير المراح: وهو من اثار الرومانية القديمة والغنية بالاثار ويوجد به بئر ماء كبير وقديم محفور على الطريقة الرومانية القديمة ووكان هذا البئر يستعمل للشرب والزراعة. عين شومال: تقع في جنوب القرية وزكانت مياهها أيضا تستعمل للشرب والزراعة ووخاصة ري البساتين التي تقع جنوب القرية.